# Bothus pantherinus
Espèce
Le Turbot panthère ou Pleuronecte panthère (Bothus pantherinus) est une espèce de poissons plats de la famille des Bothidae. 

## Description
C'est un poisson plat gaucher, comme le turbot, c'est-à-dire qu'il repose sur sa face droite et ne montre que le flanc gauche de son corps.
Il se cache souvent sous un voile de sable dont il imite les teintes afin de chasser à l'affût les petits poissons et les crustacés.

## Galerie

Turbot panthère
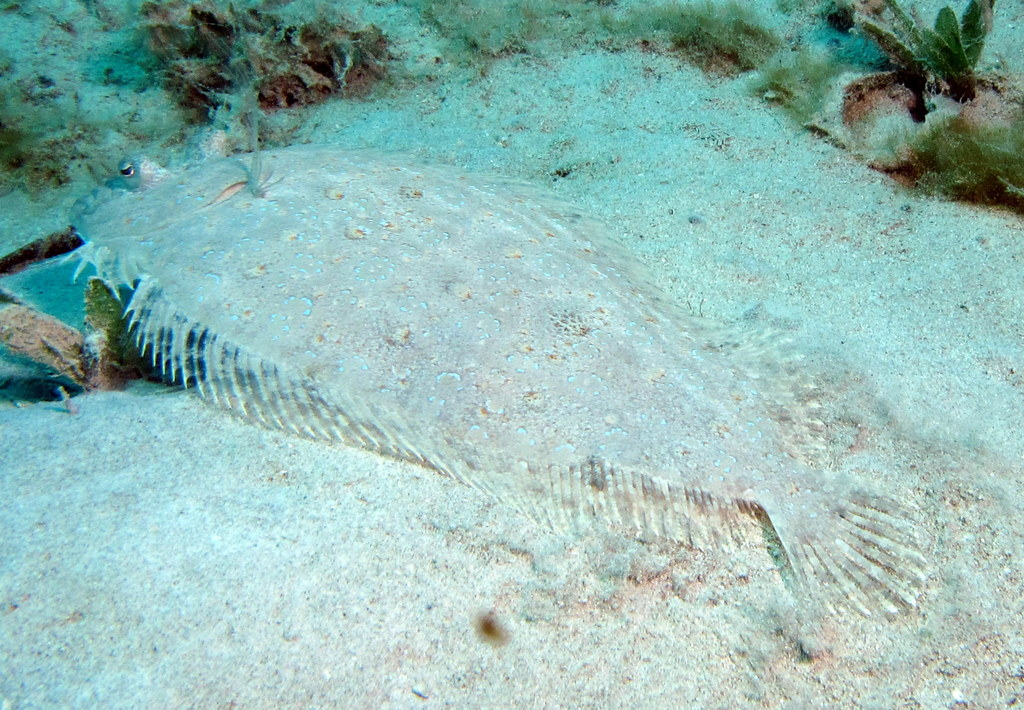
Mer Rouge, Égypte
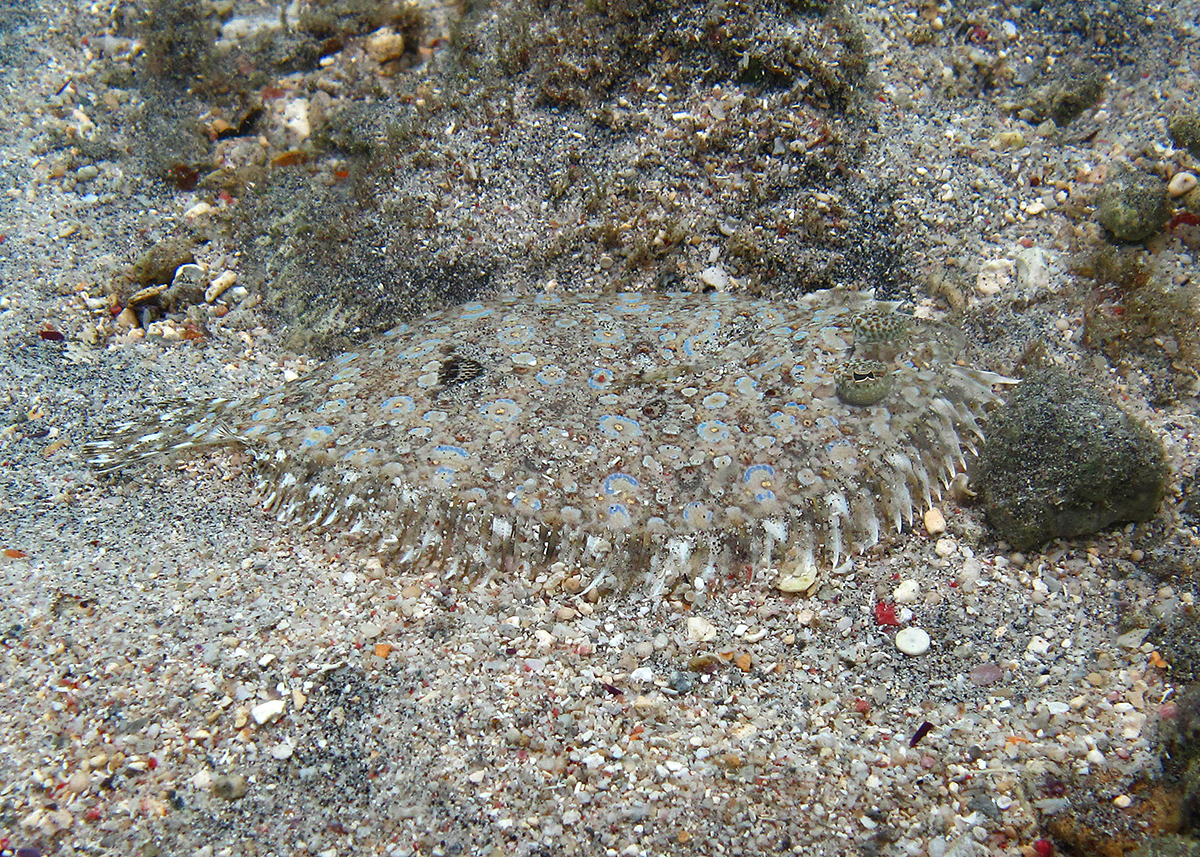
Juvénile, Île de la Réunion
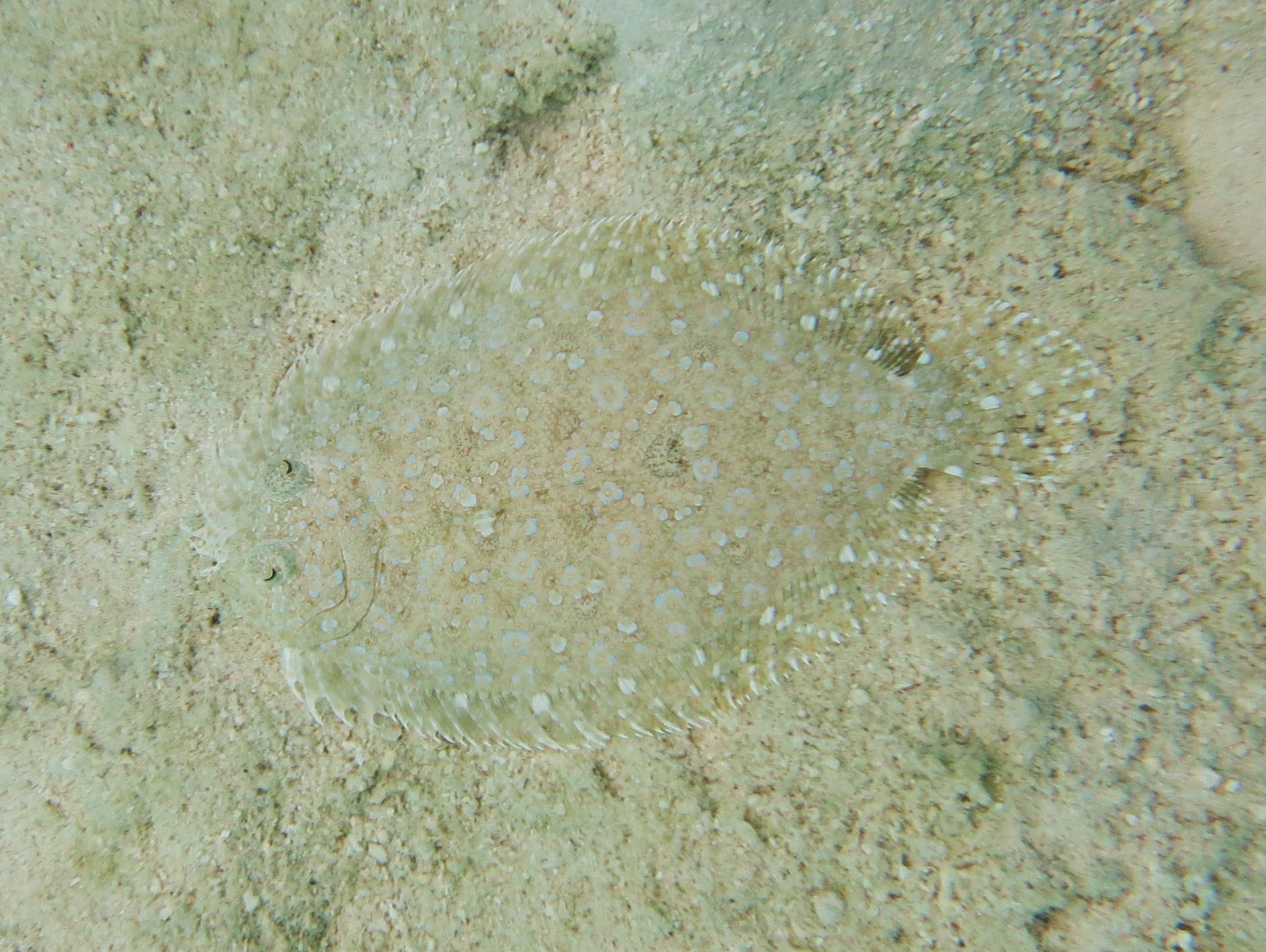
Maldives
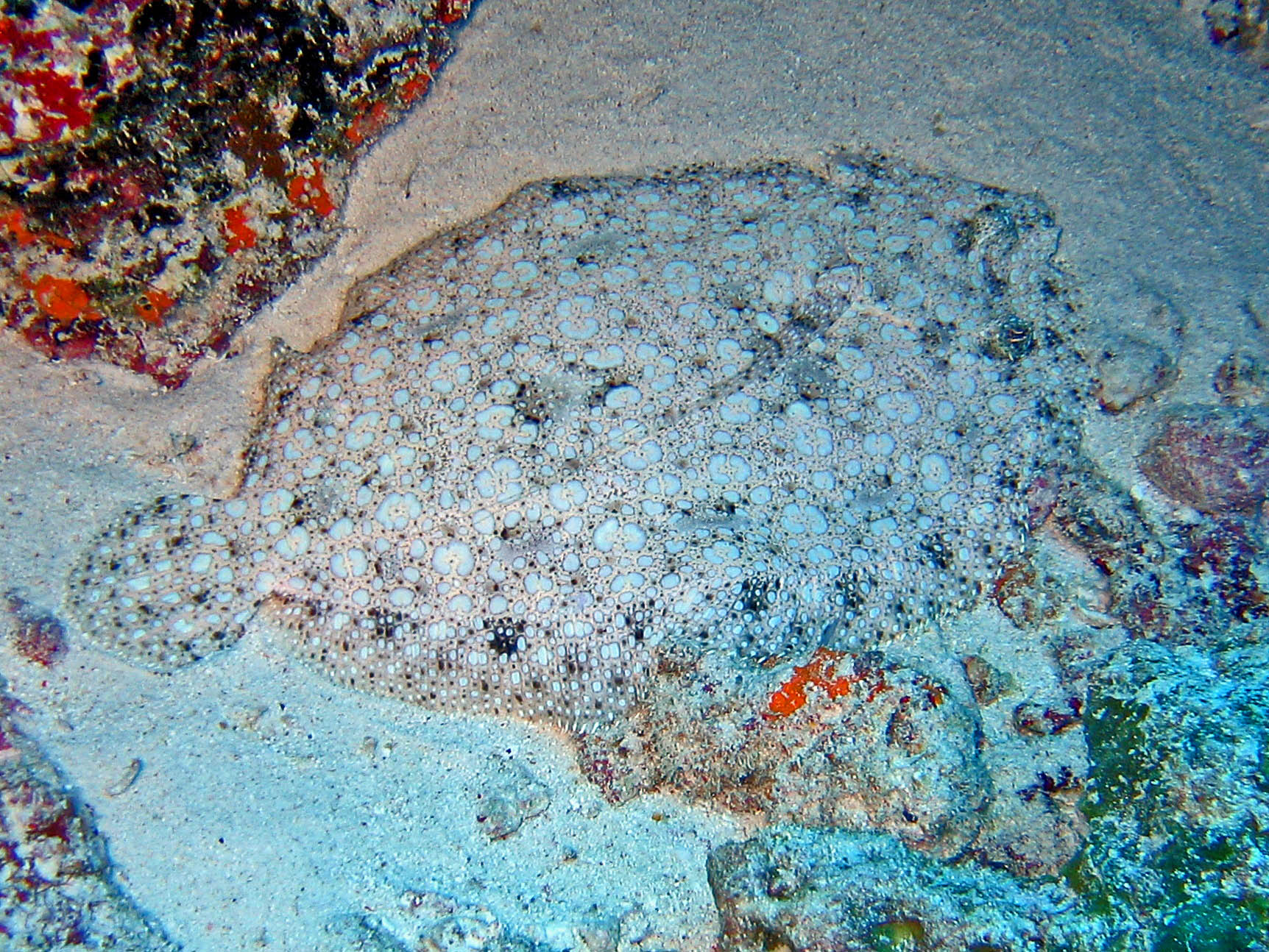
Polynésie
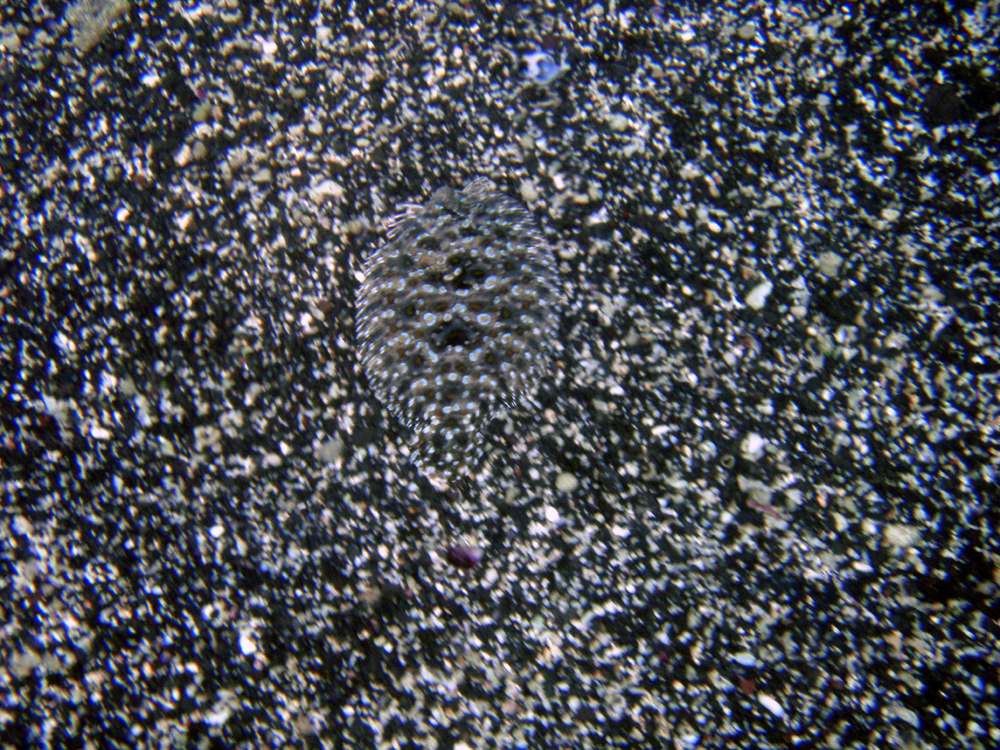
Hawaï
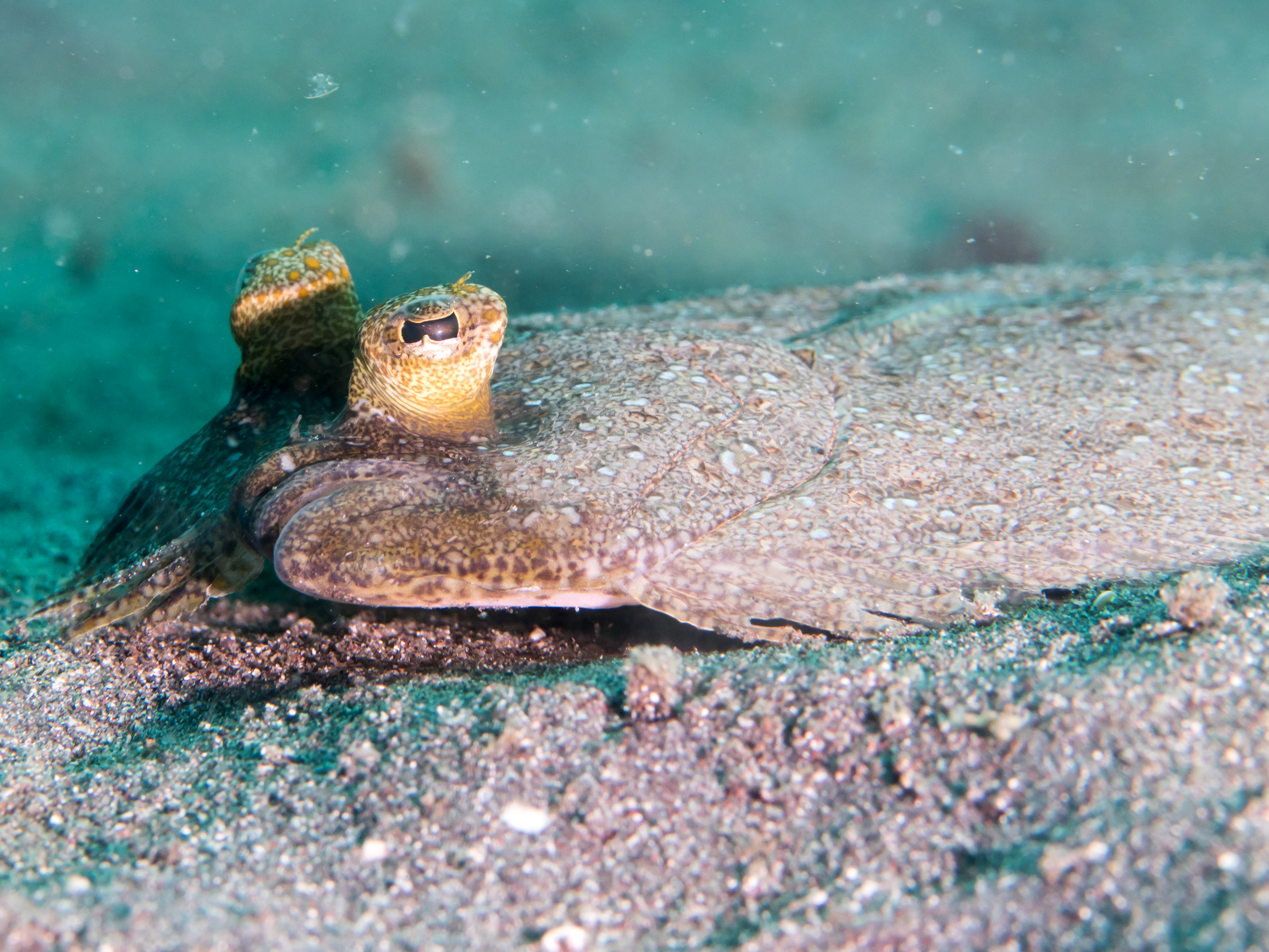
Île de Lembeh, Indonésie